# بسمر (آلاباما)
بسمر  شهری است در ایالت آلاباما در کشور آمریکا.

## مکان
بسمر در موقعیت () قرار دارد.
با توجه به اطلاعات اداره آمار آمریکا مساحت آن در حدود ۱۰۵٫۶ کیلومترمربع است.

## مردم‌شناسی
با توجه به آمار سال ۲۰۰۰ جمعیت آن ۲۹۶۷۲ نفر، ۱۱۵۳۷ خانواده در آن ساکن هستند.
تعداد ۱۲۷۹۰ واحد خانه در هر مساحت تقریبی (۱۲۱،۳akm²) قرار دارد.
۲۶،۸% درصد از خانواده‌های فرزند زیر ۱۸ سال داشتند که از این تعداد ۳۴،۶% درصد زوج بوده و ۲۹،۲% درصد زنان بدون شوهر و ۳۱،۸% درصد نیز غیر خانواده بودند.
متوسط درآمد یک خانواده در حدود ۲۸،۲۳۰ دلار آمریکا است و زنان درآمد متوسط ۲۹۴۱۳ دلار آمریکا و مردان درآمد متوسط ۲۱،۵۵۲ دلار آمریکا بدست می‌آورند.